# N659 (België)
De N659 is een gewestweg in de Belgische provincie Luik. De weg verbindt de N675 in Poteau met de N676 in Amel. De route heeft een lengte van ongeveer 14 kilometer.

## Plaatsen langs de N659
- Poteau
- Recht
- Kaiserbaracke
- Born
- Deidenberg
- Amel